# Véronique Billat
Pour les articles homonymes, voir Billat.
Véronique Billat, née le 11 septembre 1961 à Grenoble, France, est une physiologiste française, professeure des universités, chercheuse à l'INSERM, fondatrice et directrice du laboratoire de biologie intégrative des adaptations à l'exercice, labellisé au sein de l'université et du Génopole d'Évry, labellisé en 2007, unité INSERM 902. Véronique Billat travaille sur le lien entre la science et l’empirisme de l’entraînement sportif en confrontant l’expérience du terrain à la théorie physiologique. Elle a élaboré une méthode d’entraînement individualisée fondée sur le profil physiologique du sportif prenant en compte l’énergie à VO2max (produit de VO2max par son temps limite) et ses facteurs limitatifs.

## Biographie
Véronique Billat est la petite fille de Paul Billat, résistant et député de l'Isère appartenant à une famille d'enseignants.[réf. nécessaire] Elle rejoint l'équipe du Grenoble Université Club et du club Alpin français pour la pratique du cross country et du ski de fond.[réf. nécessaire]
En 2014, elle crée sa propre entreprise Billatraining.

## Parcours universitaire
Véronique Billat intègre l'UFR STAPS de Grenoble en 1979, où elle suit un cursus complet jusqu'au doctorat. Elle soutient sa thèse à l'université Joseph-Fourier en 1988 au sein du laboratoire de physiologie de la faculté de médecine de l'Université de Limoges avec le professeur Albert Paul Chassain. La thèse porte sur la définition d'un état stable de la lactatémie,, alors que les théories du seuil lactique émergeaient dans les années 1980.
En 1989, elle devient maître de Conférences à l'UFRA STAPS de Grenoble où elle crée un laboratoire de terrain en adaptant la technique des sacs de Douglas à la mesure ambulatoire. Elle travaille notamment avec ses étudiants de maîtrise sur la définition des contraintes énergétiques en montagne (cascade de glace) et escalade conduisant notamment à un article sur la contrainte énergétique d'une ascension en escalade de type 7a à vue.
En 1992, elle part à l’université Paris XII pour lancer l'UFR STAPS. Pendant cette période, elle travaille au CHU Henri Mondor au sein de l'Unité INSERM 296 dirigée par Guy Atlan où elle soutient son habilitation à diriger des recherches en 1994.
Après un passage à l'université René-Descartes, Paris 5, elle est nommée professeur en 1998 à l'université Lille-II où elle est notamment chargée de récupérer le label d'équipe d'accueil du laboratoire de l'UFR STAPS, label obtenu en 2001, no 3608. Elle mute en 2002 à l'Université d'Évry.
Elle est nommée au grade de professeur de classe exceptionnelle en 2012.

## Travaux scientifiques
Les problématiques du terrain sportif l’amènent à montrer que le seuil lactique à l’effort n’est pas une valeur statistique de 4 mM mais un état stable maximal de la lactatémie propre à chaque individu. Elle précise ensuite le concept de vitesse minimale qui sollicite VO2max en particulier son temps de soutien ou temps limite à VO2max et sa reproductibilité. Puis elle modélise le temps limite à VO2max qui est corrélé à la capacité anaérobie. Ce temps de maintien à VO2max à vitesse ou puissance constante est de 6 à 8 minutes. Grâce à un entraînement fractionné, ce temps de maintien peut être rallongé à 14 minutes.
Elle montre ensuite par deux articles différents que le temps de maintien est le plus long à 100 % de VO2max. Elle élabore ensuite le concept puissance critique à VO2max qui est la pente de la relation entre la puissance et le temps limite à VO2max. En organisant une vraie course à pied de 800 m et 15 000 m avec des participants monitorés, elle constate que la variation de la vitesse est décrite par une équation différentielle sur 1 500 m qui dépend de la réserve du métabolisme anaérobique lactique.
Cela lui inspire un nouveau protocole de laboratoire dans lequel VO2max devient la variable indépendante et non plus la variable dépendante. Le temps de maintien à VO2max est alors 8 fois plus long qu’à vitesse constante. Parallèlement, elle entame une collaboration pendant 10 ans avec Yves Meyer (Médaille Gauss en 2010 et Prix Abel en 2017) et montre par un traitement par ondelettes le caractère fractal de la fréquence cardiaque à l’exercice. Toujours en collaboration avec Yves Meyer, elle met en évidence qu’un 10 000 m couru à vitesse libre permet de conserver le caractère fractal de la fréquence cardiaque. Lors du marathon de Paris en 2011, elle montre qu’au-delà de 30 km le débit cardiaque maximal augmente par unité de mètres parcourus (L.m-1).
Tout au long de sa carrière, elle se sert de ses travaux et connaissances pour entraîner des athlètes (Isabella Ochichi, Yann Millon),,.

## Entrepreneuriat et associatif
En 2014, elle fonde la société Billatraining avec Jean-Pierre Koralsztein (médecin du Sport, chevalier de la légion d'honneur,,), qui à pour objectif d'entraîner des coureurs, triathlètes et cyclistes de tous niveaux proposant diverses formules, allant d'une vingtaine à plusieurs centaines d'euros par mois, après avoir proposé une offre "coaching de luxe" précédemment.
Ladite société sert aussi de support pour de la recherche scientifique, pour aider des entreprises à innover dans le domaine du sport et des objets connectés de santé. Elle participe à la création d'une association nommée "Association pour la Science de l’Entrainement Personnalisé" (abrégé ASEP) qui à pour objet le développement de la recherche scientifique via la participation de ses membres sportifs.

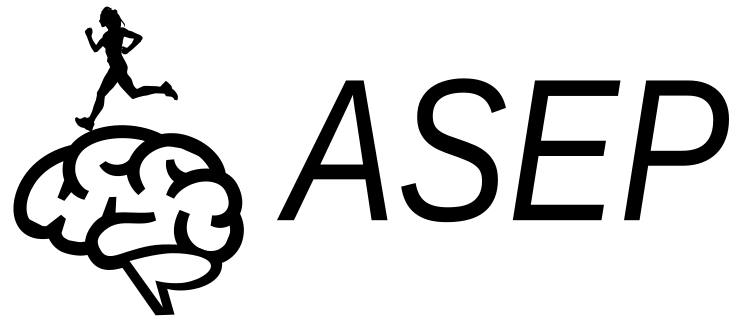
Logo de l'ASEP